# Marrone di Valle Castellana
Il marrone di Valle Castellana è una varietà di castagna che rientra tra i prodotti agroalimentari tradizionali abruzzesi. È coltivata principalmente a Valle Castellana, in Abruzzo.